# Lophoictinia isura
Il nibbio codasquadrata (Lophoictinia isura Gould, 1838), unica specie del genere Lophoictinia Kaup, 1847, è un rapace della famiglia degli Accipitridi.

## Descrizione
Il nibbio codasquadrata è uno snello rapace di medie dimensioni, con lunghe ali aggraziate. Misura 50–55 cm di lunghezza e ha un'apertura alare di 130–145 cm; il maschio pesa circa 500 g, la femmina circa 635 g. L'adulto possiede una caratteristica cresta e un piumaggio di colore bruno-rossastro scuro con striature nere sulla testa che contrasta nettamente con il bianco della faccia. La parte inferiore del dorso e il groppone sono nerastri e striati di bruno-grigiastro, così come le copritrici centrali della coda, mentre la regione ventrale è bruno-rossastra. Tutte le piume che ricoprono petto e addome sono nere nella parte centrale.
Le primarie color marrone scuro di questa specie sono sfumate di grigio e risaltano sulle secondarie, di colore più chiaro, ma sia primarie che secondarie presentano striature nere. La coda del nibbio codasquadrata ha forma rettangolare, con piume color marrone scuro listate di nero e dall'estremità bianca. Il becco, relativamente piccolo, e i piedi sono di colore chiaro, e le brevi zampe sono prive di piume. Gli occhi sono color giallo chiaro.
Il giovane è una versione più chiara dell'adulto, e presenta di gran lunga una colorazione meno ricca di zone bruno-rossastre. Le zone nere sulle piume del petto, inoltre, sono molto meno evidenti.
Prevalentemente silenzioso, il nibbio codasquadrata può talvolta emettere uno strillo rauco o lamentoso, o un debole cinguettio quando si trova nel nido o nelle sue vicinanze.

## Distribuzione e habitat
Il nibbio codasquadrata è endemico dell'Australia, dove è presente quasi ovunque, ma è considerato raro nelle zone centrali del continente.
Presente generalmente nelle foreste costiere e nelle aree boschive temperate e tropicali, il nibbio codasquadrata viene spesso rinvenuto nei pressi di corsi d'acqua fiancheggiati da vegetazione arborea. Nelle più aride regioni del Nuovo Galles del Sud, il nibbio codasquadrata è stato spesso avvistato in ambienti più rocciosi con distese di erba, boscaglie di acacia e boschetti di eucalipti non troppo alti. Questa specie si spinge raramente in zone aperte, ed è del tutto assente dai deserti privi di acqua.

## Biologia

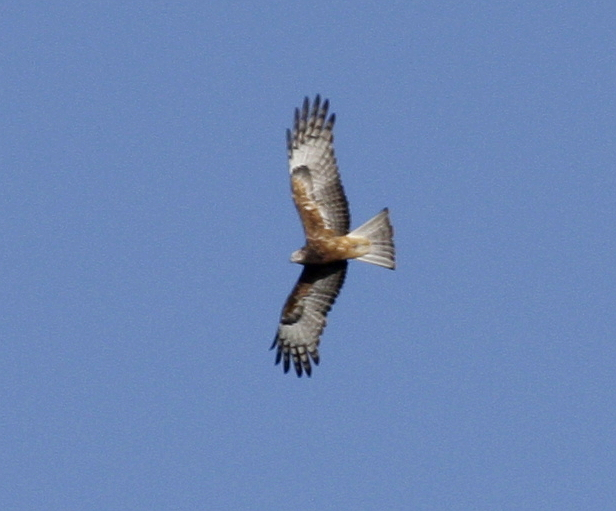
Kobble Creek (sud-est del Queensland).

Essendo un predatore specializzato nella cattura dei passeracei, in particolare dei melifagidi, pur nutrendosi anche di insetti, il nibbio codasquadrata cattura la maggior parte delle sue prede sul fogliame esterno della volta degli alberi. Questo rapace è un famigerato razziatore di nidi, che raccoglie uova e nidiacei direttamente dai nidi degli uccelli più piccoli, o addirittura porta via con sé l'intero nido. Il nibbio codasquadrata può anche nutrirsi di rettili e piccoli mammiferi. Cacciando con regolarità, due volte al giorno, la mattina e il pomeriggio o la sera, questa specie copre grandi distanze, alla ricerca di prede che individua dall'alto. Il nibbio codasquadrata è una specie agile che, nonostante le lunghe ali, si è ben adattata a cacciare nella foresta, veleggiando lentamente sia sopra che appena sotto la volta.
Il nibbio codasquadrata forma coppie monogame, che rimangono unite presumibilmente per tutta la vita. Tuttavia, questa specie è per lo più solitaria al di fuori della stagione riproduttiva. Le femmine depongono le uova tra luglio e dicembre, e le coppie riproduttive nidificano da sole e mai in colonie. I nidi vengono costruiti a 8-34 metri di altezza dal suolo, generalmente alla biforcazione di un albero in vita. Il nido stesso misura 50–85 cm di larghezza e 25–60 cm di profondità, ed è imbottito con foglie verdi. Ciascuna covata è costituita da una a tre uova che vengono covate da entrambi i genitori per circa 37-42 giorni, e il periodo minimo di allevamento di una covata è risultato essere di nove settimane a partire dalla schiusa. Tuttavia, i giovani possono tornare a elemosinare cibo dai genitori anche più di un mese dopo aver lasciato il nido.
Il nibbio codasquadrata è una specie molto mobile, e le popolazioni meridionali migrano verso i tropici durante i mesi invernali.